# Ferrocarril de Semmering
El Ferrocarril de Semmering (en alemán Semmeringbahn) es un tramo del Ferrocarril del Sur de Austria que corre desde Gloggnitz, sobre el Semmering, hasta Mürzzuschlag. Fue el primer ferrocarril de medida normal montañés de Europa y fue inaugurado en 1854. La construcción de las locomotoras y las líneas férreas en este tramo cuentan como uno de los mayores hitos en la historia del ferrocarril. Desde 1998 dicho tramo pertenece al Patrimonio de la Humanidad de la Unesco.

## Datos técnicos
El Semmeringbahn tiene una longitud de 41 km, donde la distancia lineal entre sus extremos tiene solamente 21 km. Supera una diferencia de altura de 459 m; su punto de partida yace a 898msnm. El recorrido pasa por 14 túneles, 16 viaductos (algunos de ellos de dos pisos), y más de 100  puentes de piedra curvos. En al menos 60% del tramo la inclinación es de 2.0%, y en el punto más crítico llega a 2.8%.

## Recorrido del tramo

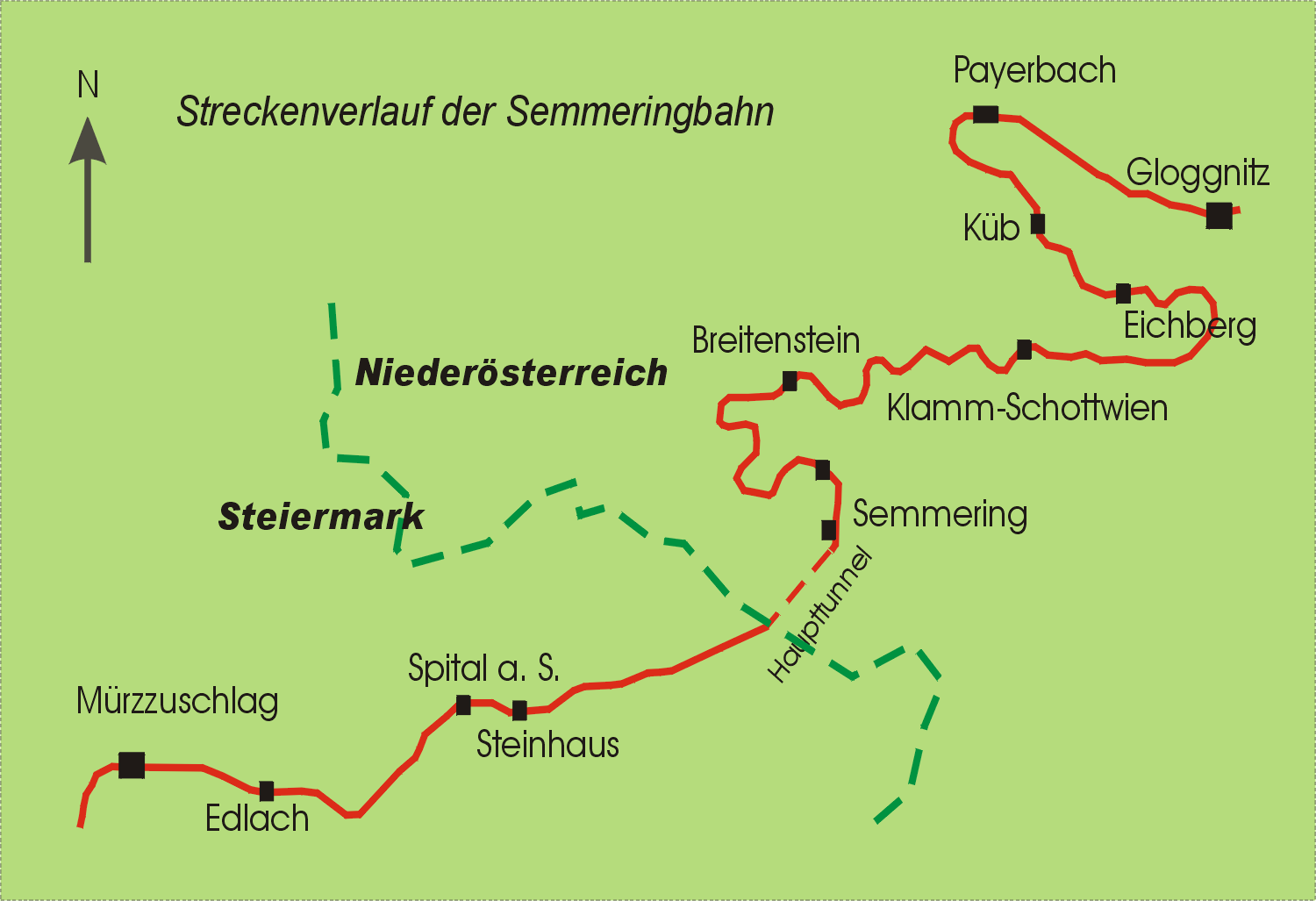
Recorrido del Semmeringbahn.

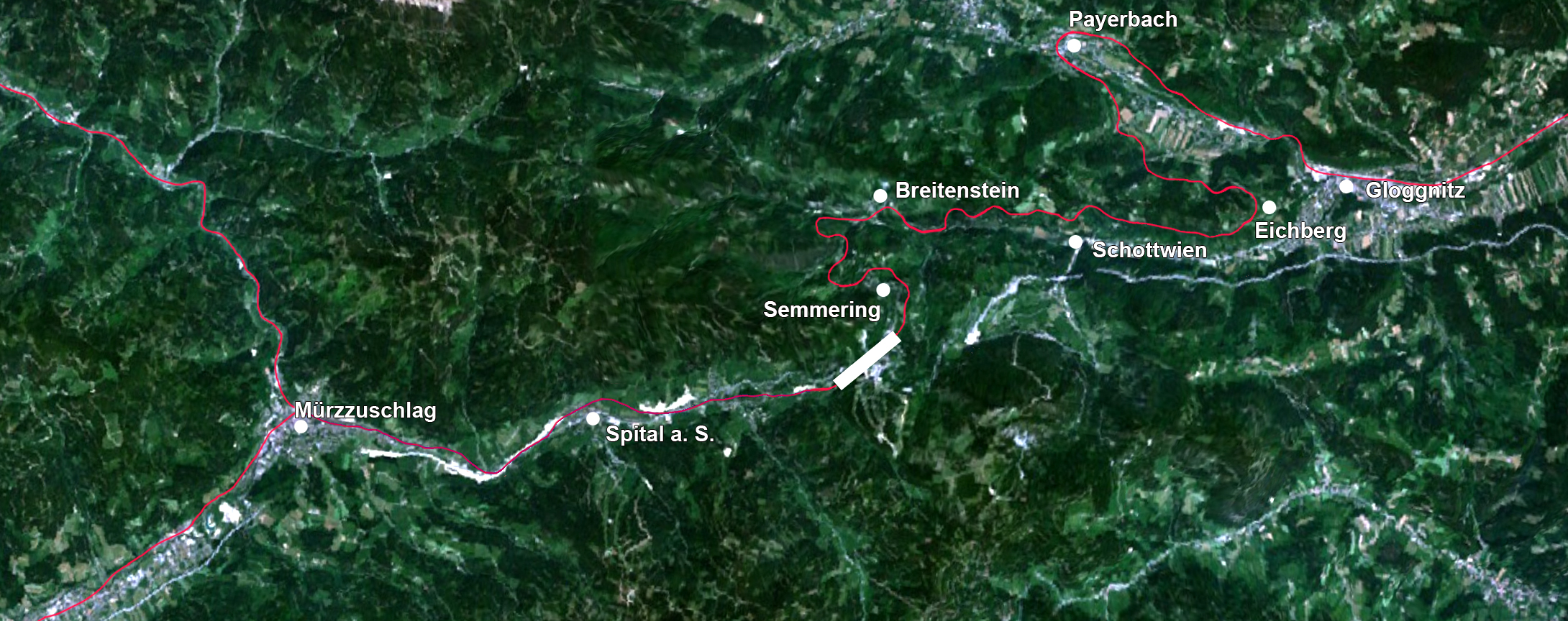
Vista satelital del recorrido del Semmeringbahn.

## Historia

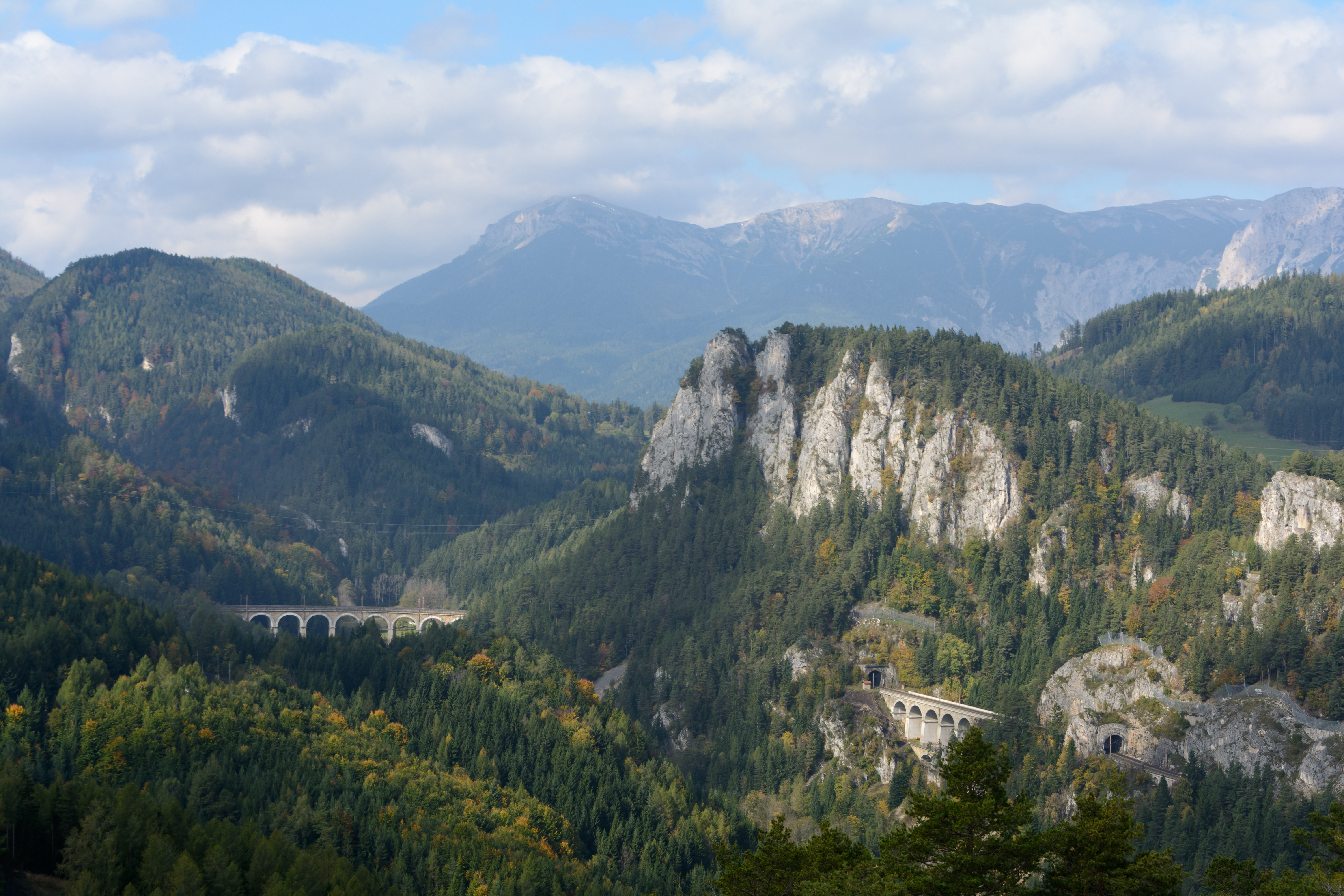
Panorama del 20 Schilling-Blick con Kalte Rinne-Viadukt, Pollereswand y Krauselgraben-Viadukt, tomado desde Wolfsbergkogel.

### Historia previa
Hasta el siglo XII, el paso sobre Semmering no tenía ninguna importancia, pues los mercaderes evitaban esta zona impenetrable y esquivaban las montañas hacia el oeste. En 1728, el emperador  Carlos VI construyó un empinado camino con una inclinación de hasta 17%.
Puesto que este camino no era adecuado para el tránsito presente durante el siglo XIX, ya quería el archiduque Juan de Austria construir un ferrocarril que fuera desde Viena hasta Trieste y que pasara por Semmering y no por Hungría. Del lado de baja Austria había línea férrea hasta Gloggnitz (1842), y de Estiria había hasta Mürzzuschlag (1844). Ambos puntos extremos del tramo estaban conectados por un camino construido en 1841, donde se transportaba carga en caravanas de hasta 12 caballos cada una.

### Planeamiento

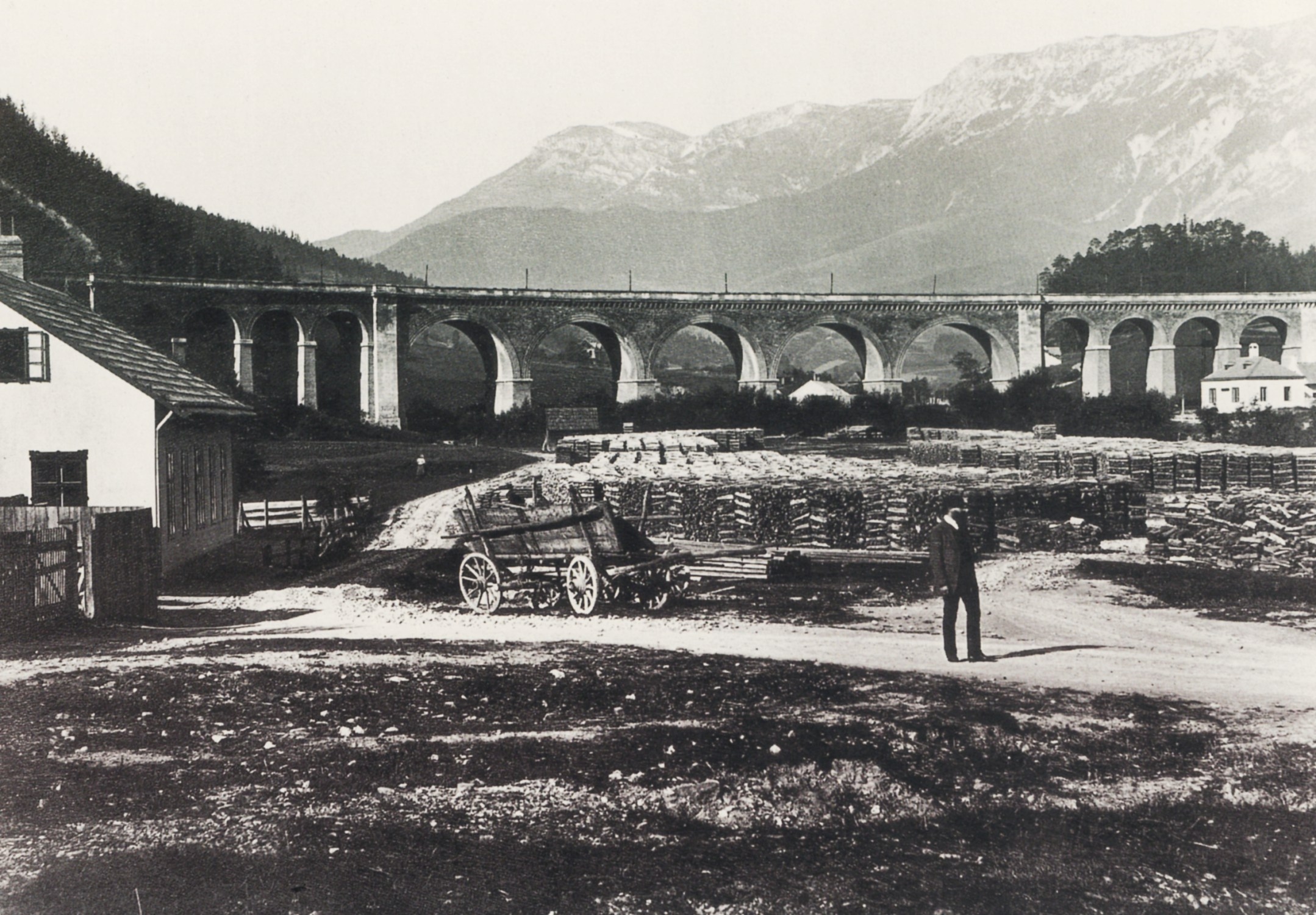
Viaducto Payerbacher, 1875.

La construcción de una conexión ferroviaria sobre el paso montañoso de Semmering era necesaria. Por supuesto, hubo una disputa de si era técnicamente posible realizar esta construcción. En 1841, la dirección de la construcción y el contrato de planeamiento fueron otorgados a Carl Ritter von Ghega. En 1842, Ritter von Ghega viajó a Gran Bretaña y a los Estados Unidos. Como resultado del conocimiento adquirido en estos viajes, von Ghagen realizó tres variantes distintas del proyecto, y se las presentó al entonces director general de Trenes,  Hermenegild Ritter von Francesconi. Estas tres variantes eran:
- al sur del valle Schottwiener, donde hoy yace la ruta de la Vía rápida de Semmering S6.
- una plataforma con una inclinación máxima de 36%.
- la variante finalmente aceptada y construida.

### Dificultades técnicas
La primera dificultad surgió con los túneles. Hasta ese entonces, era normal la construcción de túneles cortos. Túneles más largos requerían de la construcción de pilares verticales a lo largo del túnel, de tal forma que el túnel no fuera soportado solamente por sus puntos extremos sino por estos pilares. Los túneles fueron cavados a mano, pues no había en ese tiempo material explosivo, como la dinamita. La construcción de los túneles era bastante peligrosa: por ejemplo, el túnel Weinzettlwand debió ser trazado por otra ruta después que 14 trabajadores perdieran la vida en un derrumbe.
El tramo fue diseñado a pesar de que no existían locomotoras que pudieran con la gran inclinación que tenía el camino. Ritter von Ghega desarrolló  él mismo el tipo de locomotoras que se puso en servicio y pronto esta nueva tecnología se popularizó. Así demostró von Ghagen el error de sus opositores, quienes sostenían que el tramo solo era posible con un ferrocarril de cremallera o con un funicular.Los opositores del proyecto (en su mayoría ingenieros y arquitectos) favorecían la técnica del funicular para grandes inclinaciones como la que tendría el tramo de Semmering.

### Construcción

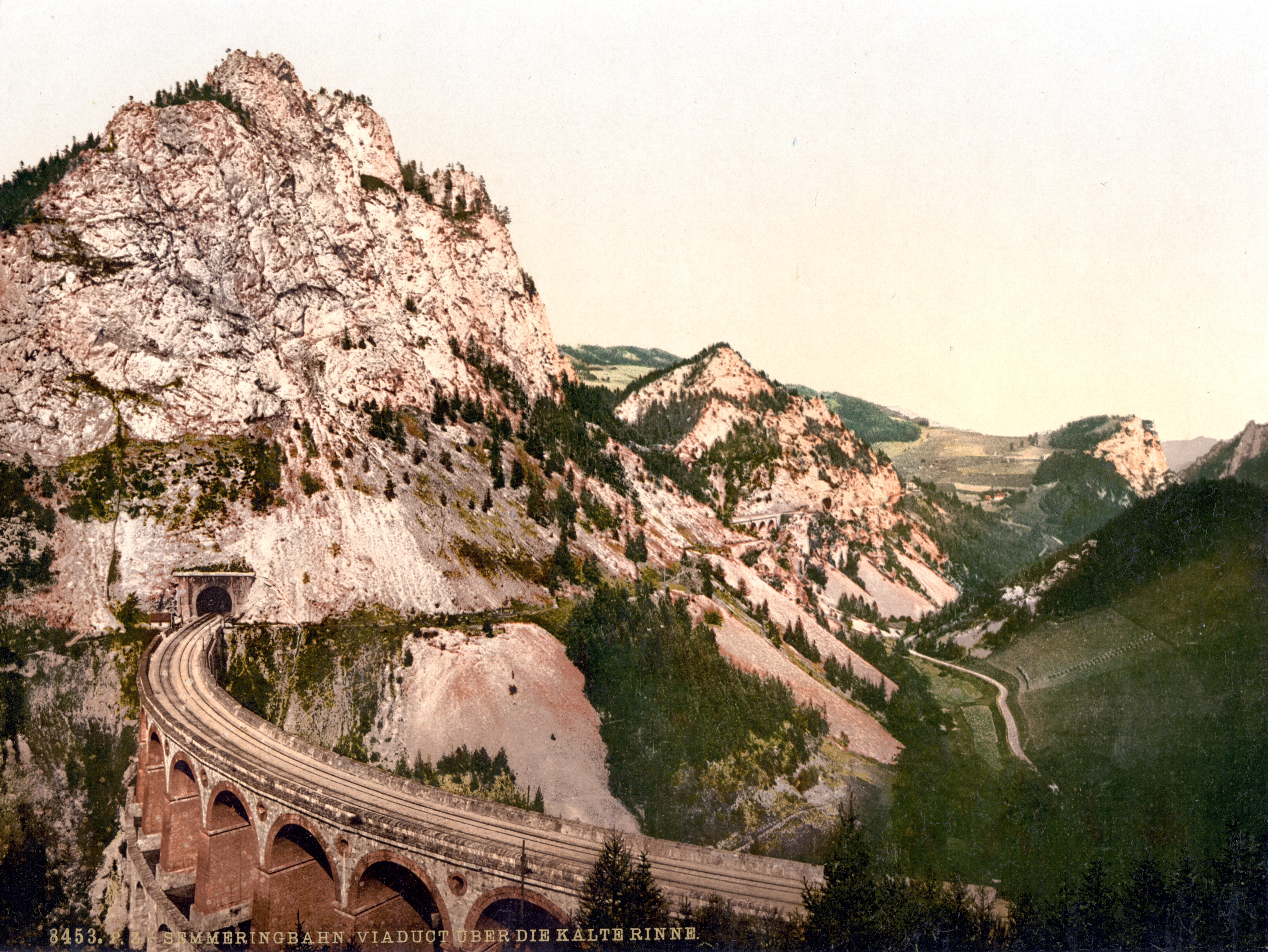
Viaducto sobre el Kalte Rinne en 1900.

Bajo la impresión de la Revolución de Marzo de 1848 y para reducir el desempleo, la construcción se inició relativamente rápido para el verano de 1848, iniciando trabajos en ambos extremos del tramo (Gloggnitz y Mürzzuschlag). Puesto que la misma región proveía el material a utilizar directamente, se utilizaron pocas construcciones que emplearan acero.
Uno de los mayores problemas en la construcción del tramo fue el hecho de que la ruta fue trazada con instrumentos cuya precisión no era la adecuada. Primero debieron desarrollarse nuevos instrumentos y nuevas técnicas de medición. La inclinación de hasta 28% (es decir, más de un metro de cambio de altitud en 40 metros de recorrido) y los mínimos radios de las curvas eran también retos nuevos.
Los túneles y viaductos del tramo fueron construidos por 20.000 trabajadores, una tercera parte de ellos eran mujeres, en seis años, un hito excepcional para aquel tiempo en cuanto a aspectos técnicos y organizacionales se refiere. 89 personas murieron durante la construcción, y cientos cayeron víctimas de enfermedades como el cólera.

### Inauguración
Los trabajos de construcción finalizaron en 1854. El 23 de octubre de 1853 viajó la primera locomotora el tramo entre Mürzzuchlag y Payerbach. El 16 de mayo de 1854 viajó el emperador Francisco José I junto a Ritter von Ghega por el tramo. El 17 de julio de 1854 se abrió el tramo férreo al transporte general de personas. Puesto que Semmeringbahn era una extensión del sistema ferroviario del sur, su inauguración no fue celebrada como un gran evento.

### Funcionamiento

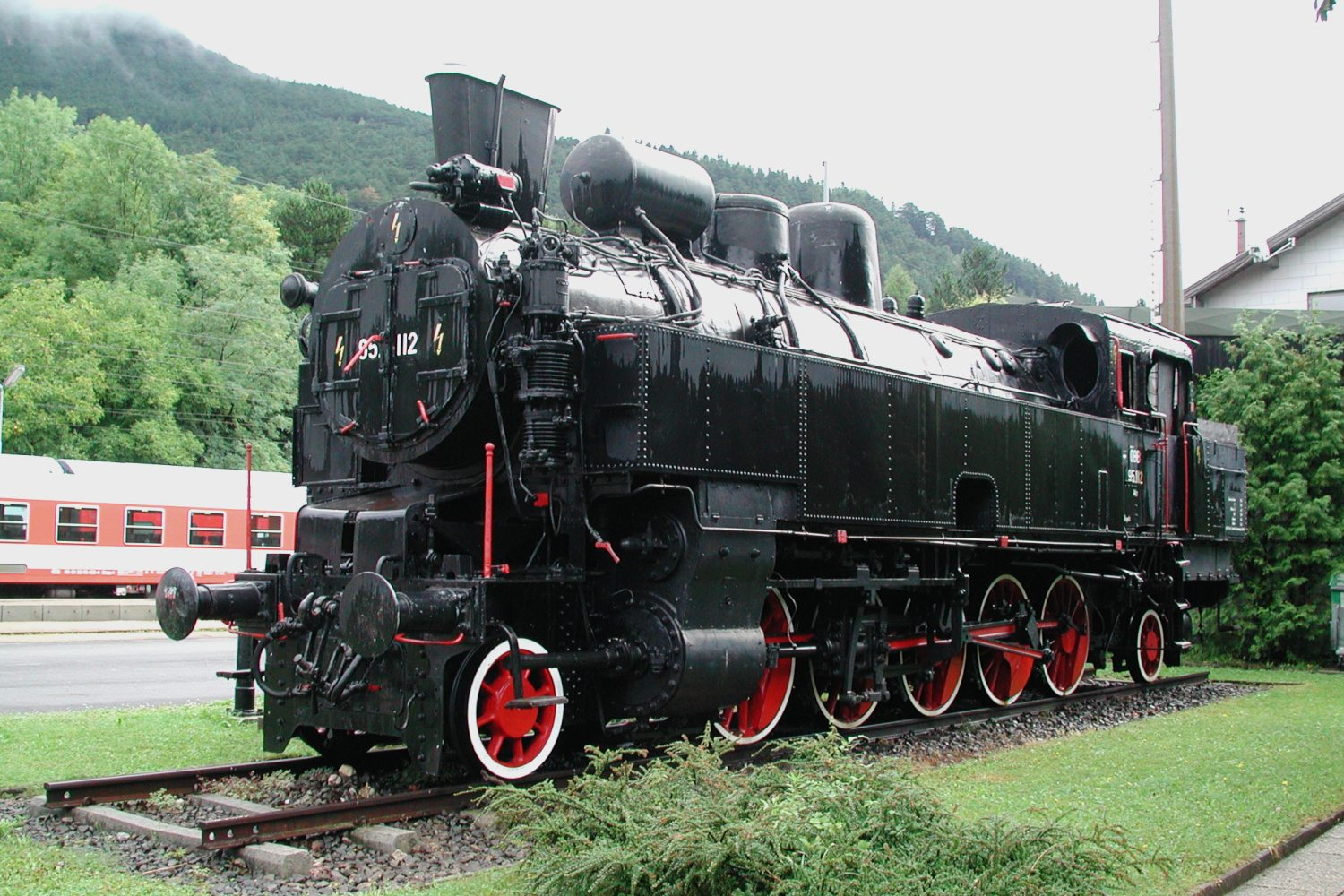
Desde los años 1920 funcionó el Reihe 82, luego ÖBB 95. En la foto como monumento en la estación Payerbach-Reichenau – Vorspann- und Schiebedienste'.

Mientras que el tramo exigía poco mantenimiento, los túneles demandaban mucha más atención, especialmente por los problemas ocasionados por el agua. Por lo tanto, los arcos que soportaban el túnel debían ser protegidos del agua, que en algunas épocas del año estaba casi congelada, y se intentó incluso secar los túneles con quemadores de gas. 
Al tiempo de la construcción existía poca experiencia relacionada con la dinámica vehicular de los trenes. Por lo tanto, y para reducir los costos de construcción, se construyeron los viaductos como arcos. Esto tenía la desventaja de que los trenes pasantes ejercían una gran fuerza centrífuga en los viaductos. Como adición se pusieron pilares de soporte auxiliares en el viaducto Adlitzgraben, pues este amenazaba con caerse. Esta fue la única mejora hecha al tramo que se hizo durante la vida de Ritter von Ghega.

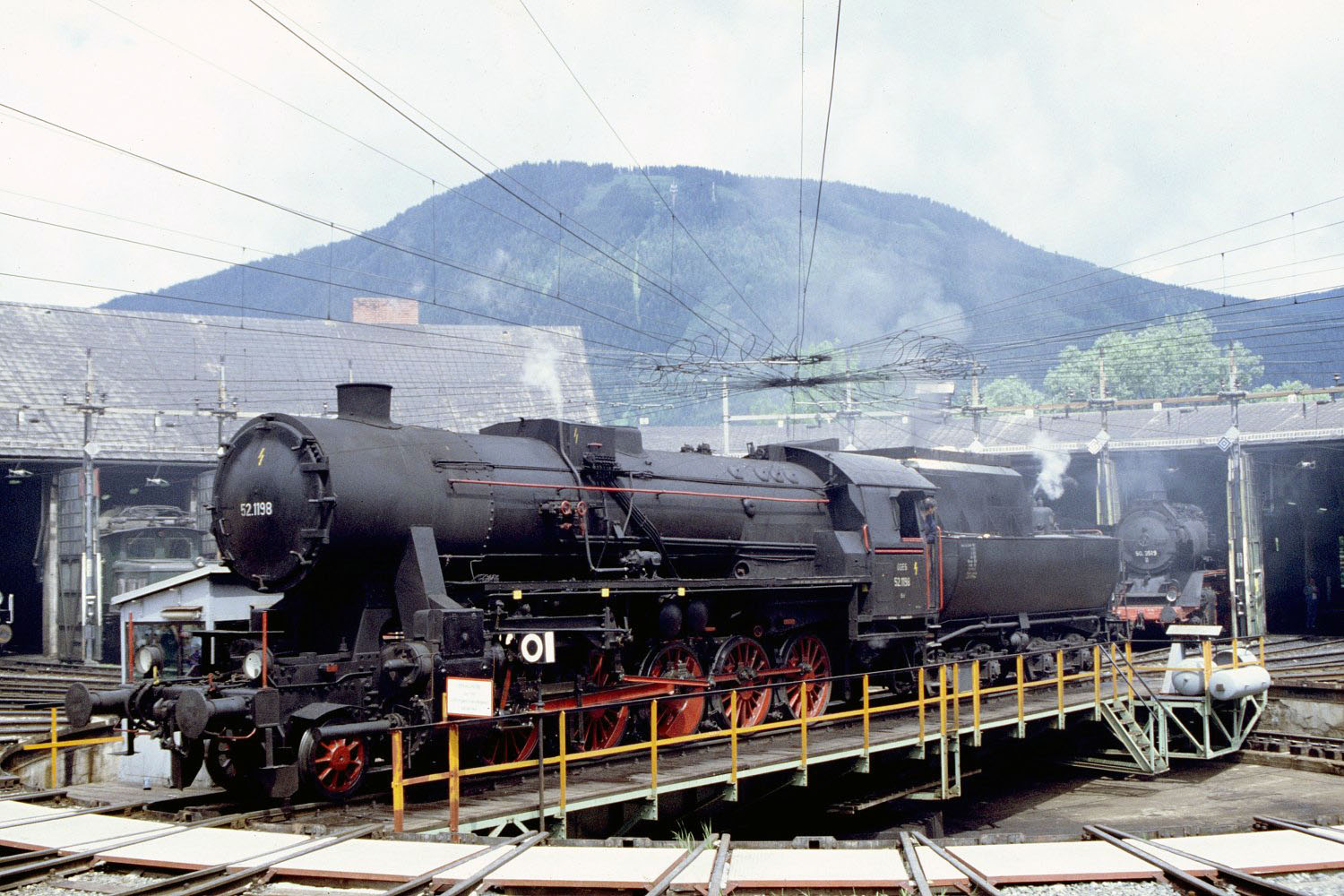
Las locomotoras de guerra Reihe 52 también operaron sobre Semmering.

En el transcurso del decenio, la carga sobre el tramo creció constantemente. En un inicio puesto al servicio del transporte de personas, el 1868 se agregó el transporte de carga. El tramo sufrió en especial durante el tiempo de la Segunda Guerra Mundial. Aunque no se disponía de materiales para el mantenimiento, por el tramo circularon trenes de vapor de hasta 900 toneladas de peso y de tres locomotoras. 
En el año 1949 se inició la construcción de un segundo carril de vía sencilla en el túnel de inicio, el cual yacía a 100 metros del antiguo túnel. Las salidas de ambos túneles se unen para formar de nuevo una sola línea. El nuevo túnel tiene una longitud de 1.512m. Al túnel antiguo, de 1.434m de longitud, se le aplicó una nueva cobertura y se redujo a solamente una línea.
En el tiempo de las locomotoras de vapor, que quemaban mucho carbón para funcionar, se daban muchos terribles incendios durante los meses de verano a lo largo del trayecto. Entre los años de 1956 y 1959 se realizó la electrificación del Semmeringbahn.

### Material rodante

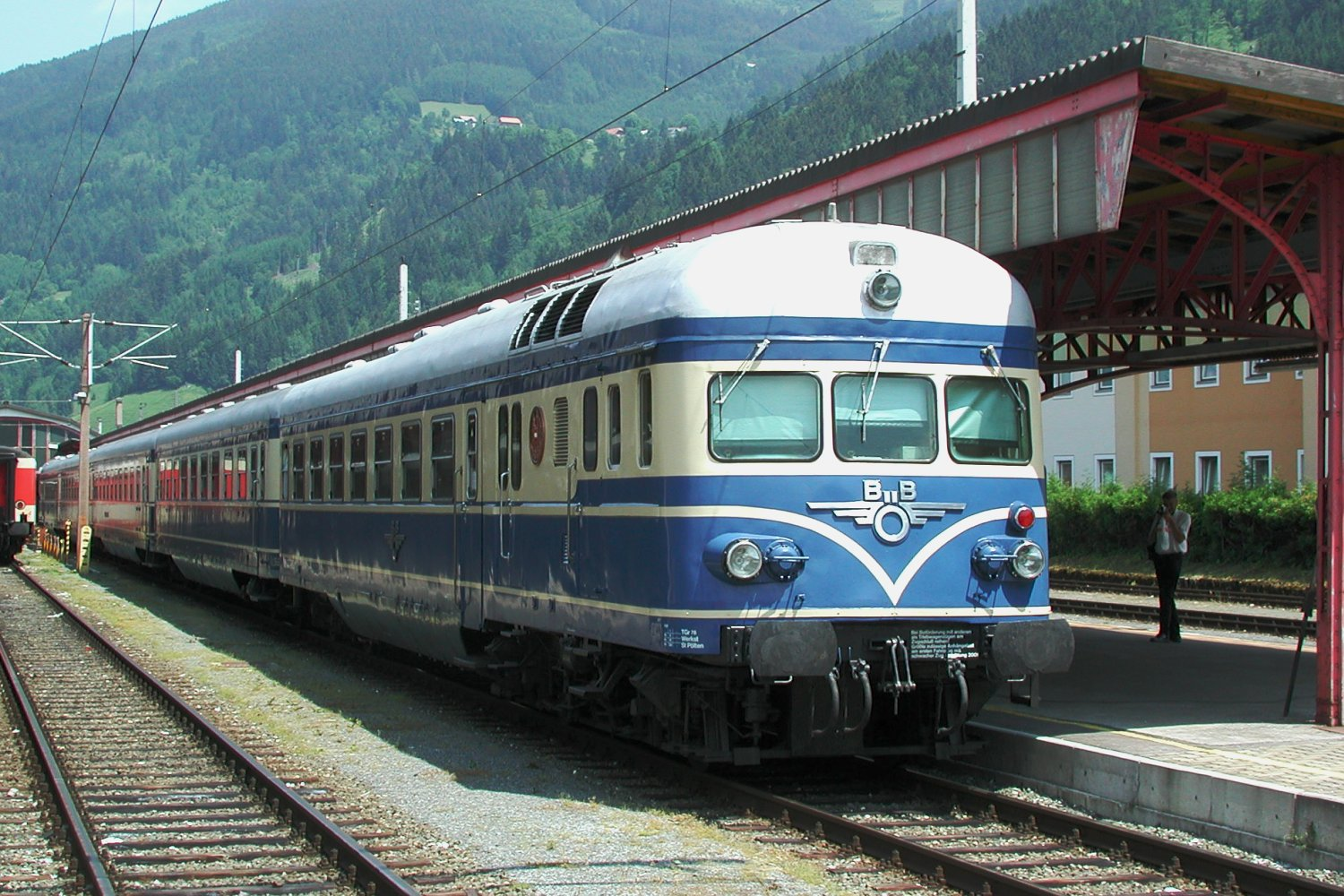
Antes de la electrificación operaba el ÖBB 5145 Blaue Blitz el servicio de tren rápido internacional.

Para el desarrollo de locomotoras que pudieran manejar los grados de inclinación del trayecto de Semmering, se ofrecieron solicitudes de ingenieros, algunas de las cuales eran verdaderas propuestas de aventura. En el año de 1851 se lanzó una competencia que tomó fama a nivel mundial.
Aun durante la construcción del trayecto, diversas personalidades influyentes polemizaron las locomotoras seleccionadas. Cuatro tipos de locomotoras se mostraban como candidatos para el trabajo: la "Bavaria" de la firma bávara Krauss-Maffei; la " Vindobona" de la firma Maschinenfabrik der Wien-Gloggnitzer Bahn; la " Neustadt" de la firma Wiener Neustädter Lokomotivfabrik y la " Seraing" de la firma belga Cockerill-Sambre. Wilhelm von Engerth recibió el encargo de comparar las ventajas de cada uno de estos tipos entre sí.
Desde la inauguración del Semmeringbahn estuvieron en servicio las locomotoras más poderosas de su tiempo. Las primeras locomotoras tenían el sistema Achsfolge C2t. Este tipo especial de construcción fue luego conocido como Engerth-Bauart. Debido a las pronunciadas inclinaciones, se exigía que las locomotoras no fueran tanto rápidas sino muy poderosas. Para esto, las locomotoras tenían muchas ruedas de operación de pequeño diámetro, técnica que luego se convirtió en normal para los trenes que operaran en zonas montañosas. Así, la práctica consistió en utilizar trenes rápidos de ruedas grandes para los tramos que cruzaban los valles, y en las estaciones Gloggnitz y Mürzzuschlag se cambiaban las locomotoras por unas de ruedas pequeñas.

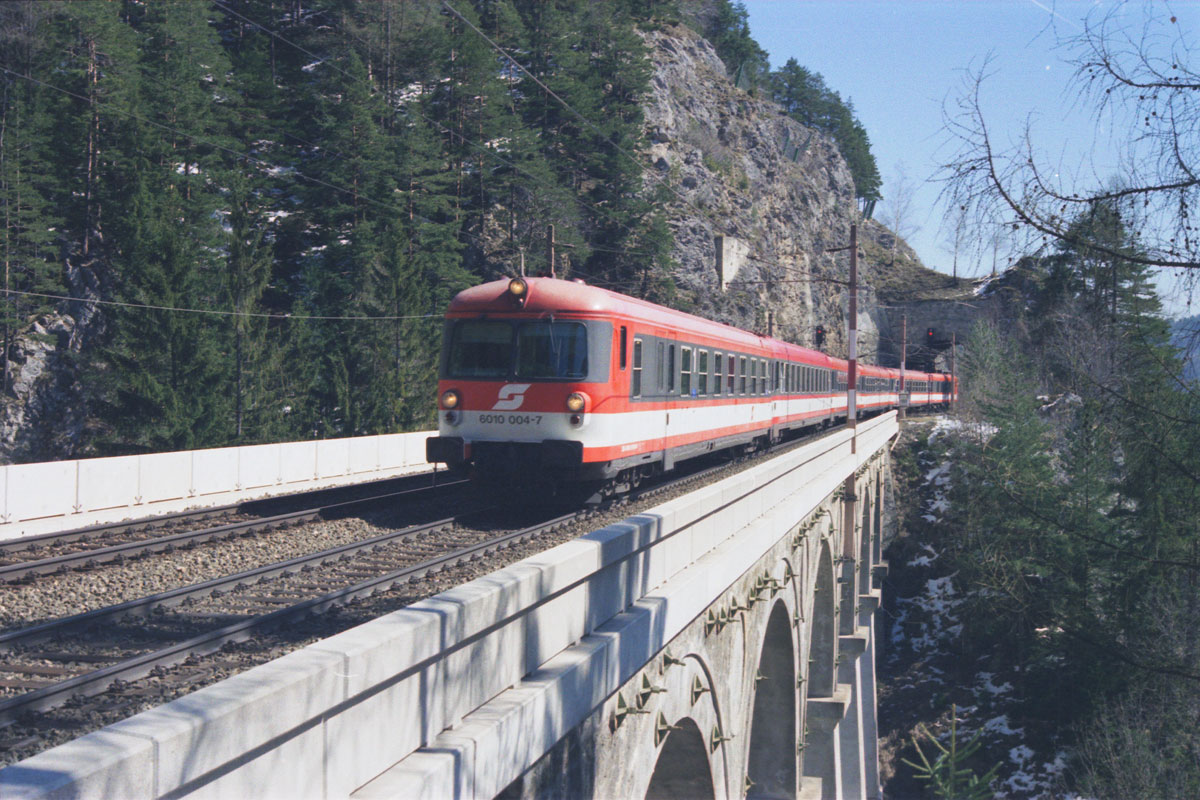
6010 004-7 sobre el viaducto Krauselklausen (2002).

No solamente el trayecto hacia la montaña presentó dificultades técnicas, sino también el tramo desde la montaña hacia el valle. Así, hubo que instalar un sistema automático de frenos de hasta 5 frenos que pudiesen llevar el tren con seguridad colina abajo hasta el valle.
La operación eléctrica se inició en 1959 con la locomotora Reihe ÖBB 1010. 
Numerosos trenes nostálgicos de la ÖBB operan en Semmeringbahn. Se han puesto incluso en servicio locomotoras a vapor del museo de trenes Eisenbahnmuseum Strasshof de Viena y de otras colecciones. Una especialidad son los trenes Zauberberge y Wiener Alpen. Estos se encuentran en servicio como atracción nostálgica los fines de semana y los días feriados.

### Funcionamiento moderno

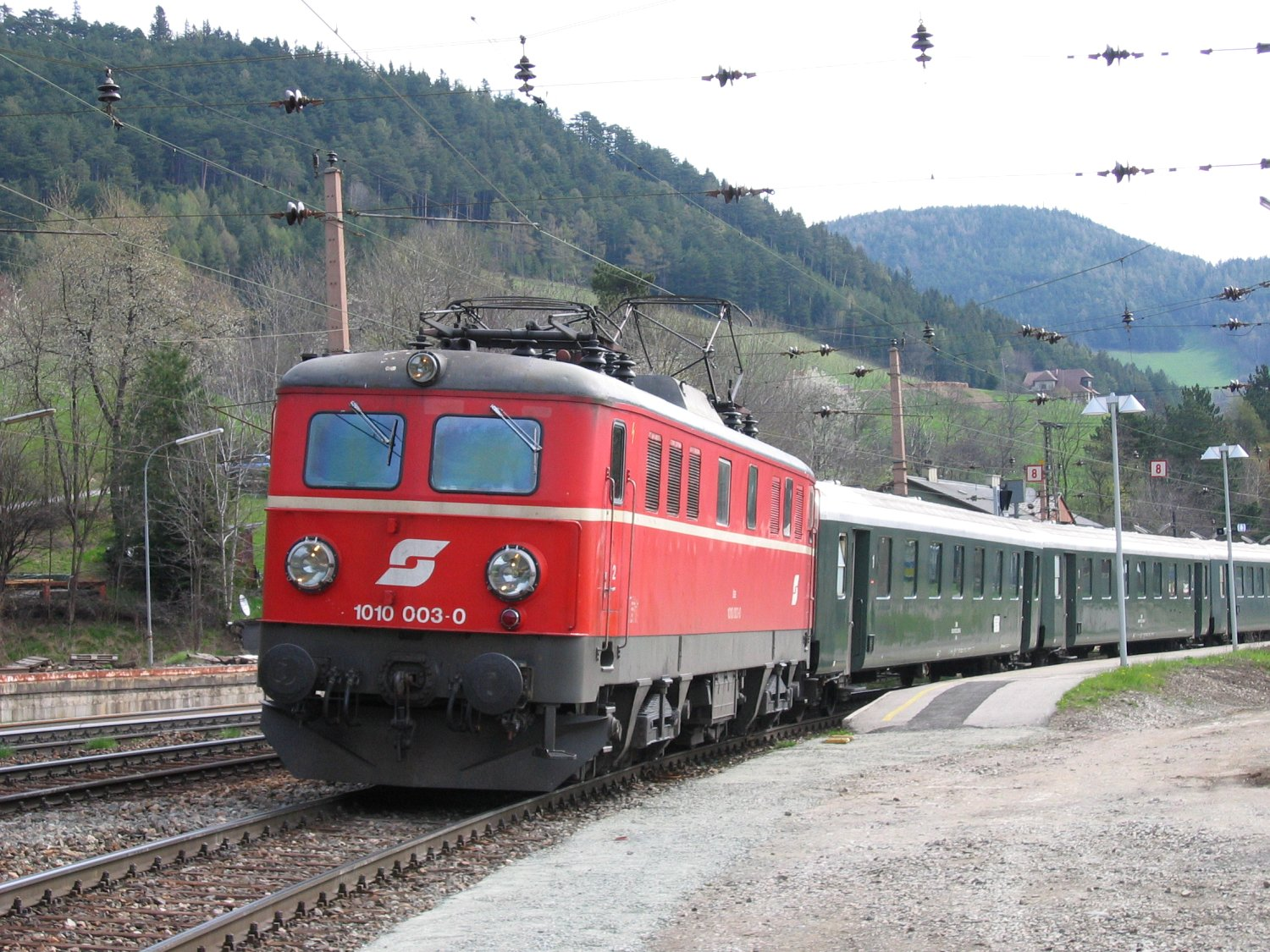
La 1010 al inicio de la electrificación, cargando vagones de trenes históricos. Aquí en la estación Payerbach-Reichenau.

El difícil terreno hizo que se requiriera la toma de precauciones especiales para la operación del trayecto. Se construyeron 32 casas de señalización auxiliares. Como  señalización operaron las llamadas Korbsignale (en alemán, cajas de señales). Los operadores del ferrocarril (por primera vez en la red ferroviaria de Austria) estaban conectados por medio de campanas eléctricas. Posteriormente se instalaron  telégrafos. El trayecto fue construido para  doble vía, y hasta el día de hoy funciona de tal forma, así como toda la red ferroviaria del sur de Austria. Desde 1977, la operación entre Payerbach-Reichenau y Mürzzuschlag es conducida por los  despachadores de la estación de Semmering.
Durante toda el funcionamiento del trayecto, solamente han ocurrido dos accidentes graves (1967 y 1976).

### Comparación de los tiempos de viaje y operación
- 1860: 2 horas, 4 minutos de viaje, carga de 140t.
- 1938: 1 hora de viaje.
- 1990: 42 minutos de viaje, 1.000t.

## Atracciones a lo largo del trayecto

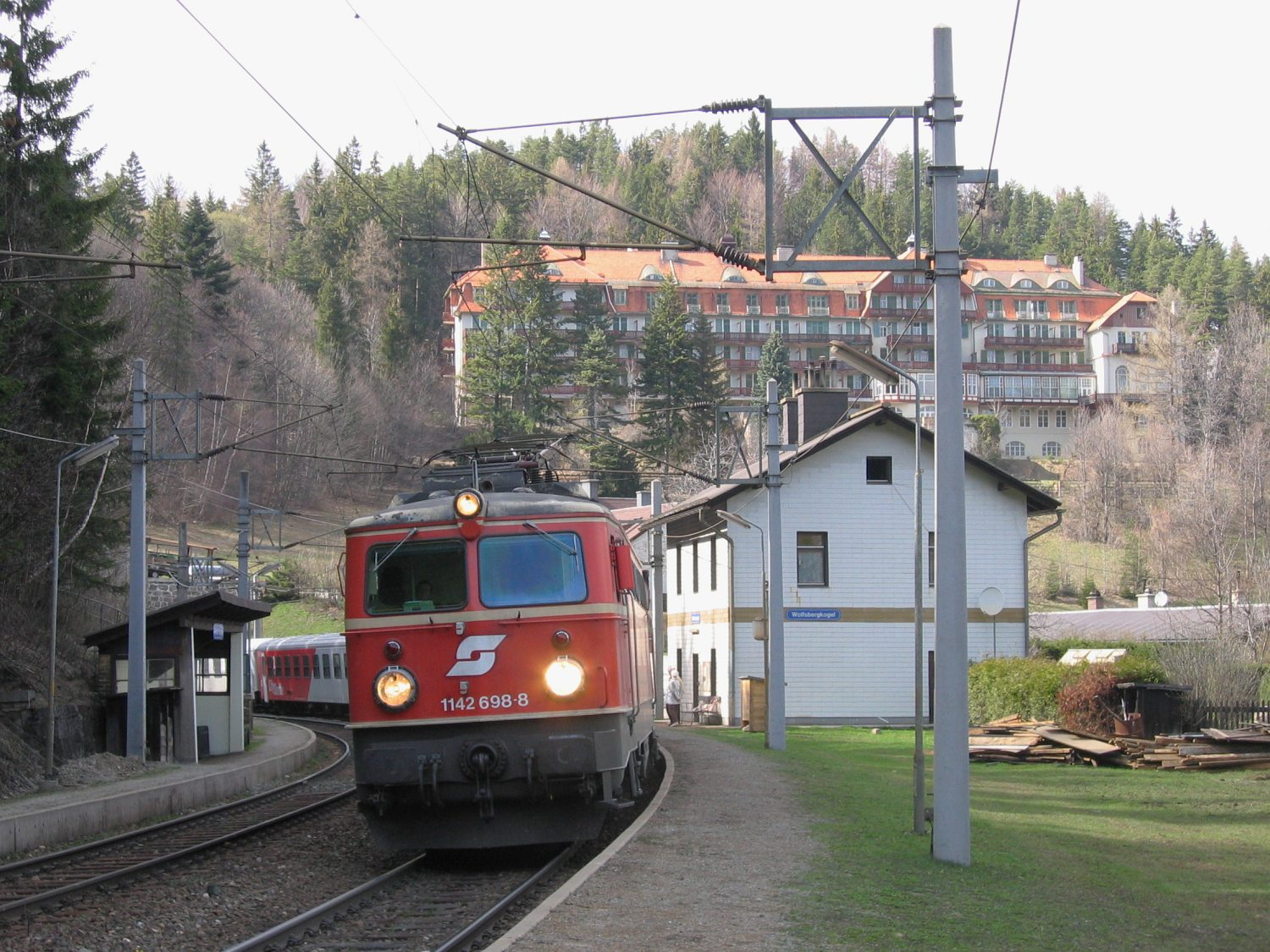
Tren Regional y ÖBB 1142 en la parada de Wolfsbergkogel.

Gracias a la variedad del panorama, las villas típicas y la característica sucesión de viaductos y túneles, el viaje a través del Semmeringbahn es valorado como una experiencia especial. A lo largo de la ruta se ha construido un camino, de tal forma que las personas puedan bajarse o montarse de los trenes en las diversas estaciones y desplazarse a pie.
A lo largo del tramo se encuentran muchas atracciones que datan de tiempos de la  Monarquía, incluso algunas son aún más antiguas.
- Castillo de Gloggnitz.
- Museo de trenes de Höllentalbahn.
- La Oficina Postal Histórica de Küb.
- El Hotel Panhans en Semmering.
- La topografía del Zauberberge.
- El mismo ferrocarril Semmeringbahn.

## Significado y efecto

### Internacional
Desde 1998, Semmeringbahn pertenece a la lista de Patrimonio de la Humanidad de la Unesco. En el año 1993, la organización no-gubernamental "Alliance For Nature" de ambos estados Baja Austria y Estiria hizo la propuesta para la Unesco. Ya desde 1923, el gobierno austriaco agregó a Semmeringbahn como merecedor de preservación histórica. Esta protección fue confirmada en 1997 por la Oficina Federal de Monumentos. La Unesco, por medio de esta propuesta, realizó un estudio comparativo global de monumentos ferroviarios, el cual confirmó el significado cultural mundial que tiene el trayecto de Semmeringbahn. Por lo tanto, Semmeringbahn se convirtió en la primera línea ferroviaria en ser agregada a la lista del Patrimonio de la Humanidad.
Una de las razones para ser ser agregado al Patrimonio de la Humanidad, fue que su constructor, Carl Ritter von Ghega la planificó de tal forma que naturaleza y técnica no se enfrentaran entre sí, sino que coexistieran en armonía. Así fue como pudo construir el primer ferrocarril montañés de Europa. Ya desde su mismo tiempo de finalización, el Semmeringbahn fue catalogado como una combinación armónica entre tecnología y naturaleza, que ofrecía una experiencia inigualable de viaje. Precisamente, el poeta austriaco Peter Rosegger describió el viaje como "una combinación armónica de tecnología y naturaleza".

### En Austria y regional
A través de la construcción del Semmeringbahn fue abierta la región de Semmering a la explotación turística. Numerosos hoteles y villas son testigos de esta época. Así creció la población de Semmering entre 1869 y 1929 de 135 a 1816 habitantes.
El enorme progreso de la región en el cambio de siglo como lugar de invierno fue interrumpido durante el tiempo de guerra. Asimismo, el panorama cultural de la región se ha preservado sin variación.
En muchas comunidades se han nombrado calles, edificios y plazas en honor a Semmeringbahn o a Carl Ritter von Ghega. En la región de Semmering existe en casi todo pueblo una Ghegastraße (en alemán, "calle Ghega").
El trayecto ferroviario, así como el paisaje del trayecto, son muy utilizados como imágenes para postales y billetes. El Kalte Rinne fue utilizado en la parte trasera del billete de 20  chelines austriacos, y en el frente se imprimió el retrato de su constructor, Carl Ritter von Ghega.

## Túnel base de Semmering

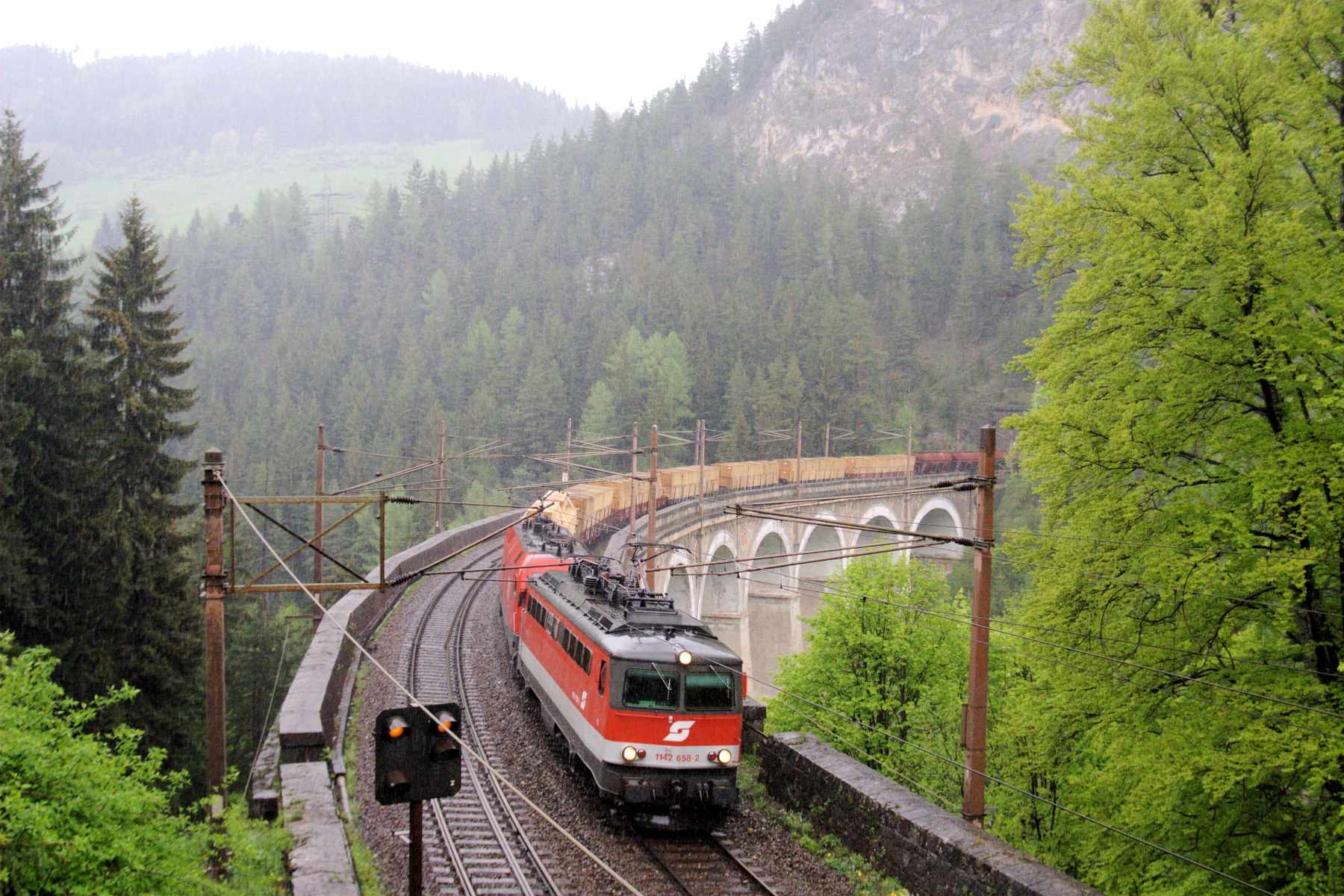
Tren de carga con locomotora auxiliar en el Kalte Rinne.

En su función dentro de la red ferroviaria del sur de Austria, uno de los tramos ferroviarios más transitados del país, Semmeringbahn ocasiona considerables limitaciones operativas:
- La larga duración del trayecto (cerca de una hora desde Wiener Neustadt hasta Mürzzuschlag) no es atractivo para el transporte de personas, en comparación con viajar en auto.
- El transporte combinado de carga y sus respectivos vagones, así como los  vagones de pasajeros de dos niveles no pueden circular por el trayecto.
- Debido a su gran inclinación, los trenes pesados de carga deben asistirse con otra locomotora que aumente la tracción y pueda controlar el peso. Otros trenes deben ser separados y la carga debe atravesar el trayecto en trenes separados. Esto ocasiona complicaciones y gastos de operación extra.
- Debido a lo reducido de las curvas, los trenes que circulan por Semmeringbahn deben hacerlo lentamente, lo cual reduce la capacidad del trayecto.
- La numerosas construcciones artesanales a lo largo del trayecto hacen del mantenimiento muy caro.
- Lo angosto de los radios de las curvas ocasionan mayor deterioro a los rieles, lo que aumenta el costo operativo.

En 1989 fue proyectado el túnel base de Semmering, que debía reducir el tiempo de viaje en al menos 30 minutos y eliminar las barreras técnicas de Semmeringbahn, y por donde iban a pasar solamente trenes regionales e internacionales. En el actual Plan General de Transporte de Austria de 2002, este proyecto tiene segunda prioridad para los años 2007-2011.

### Argumentos a favor de la construcción del túnel

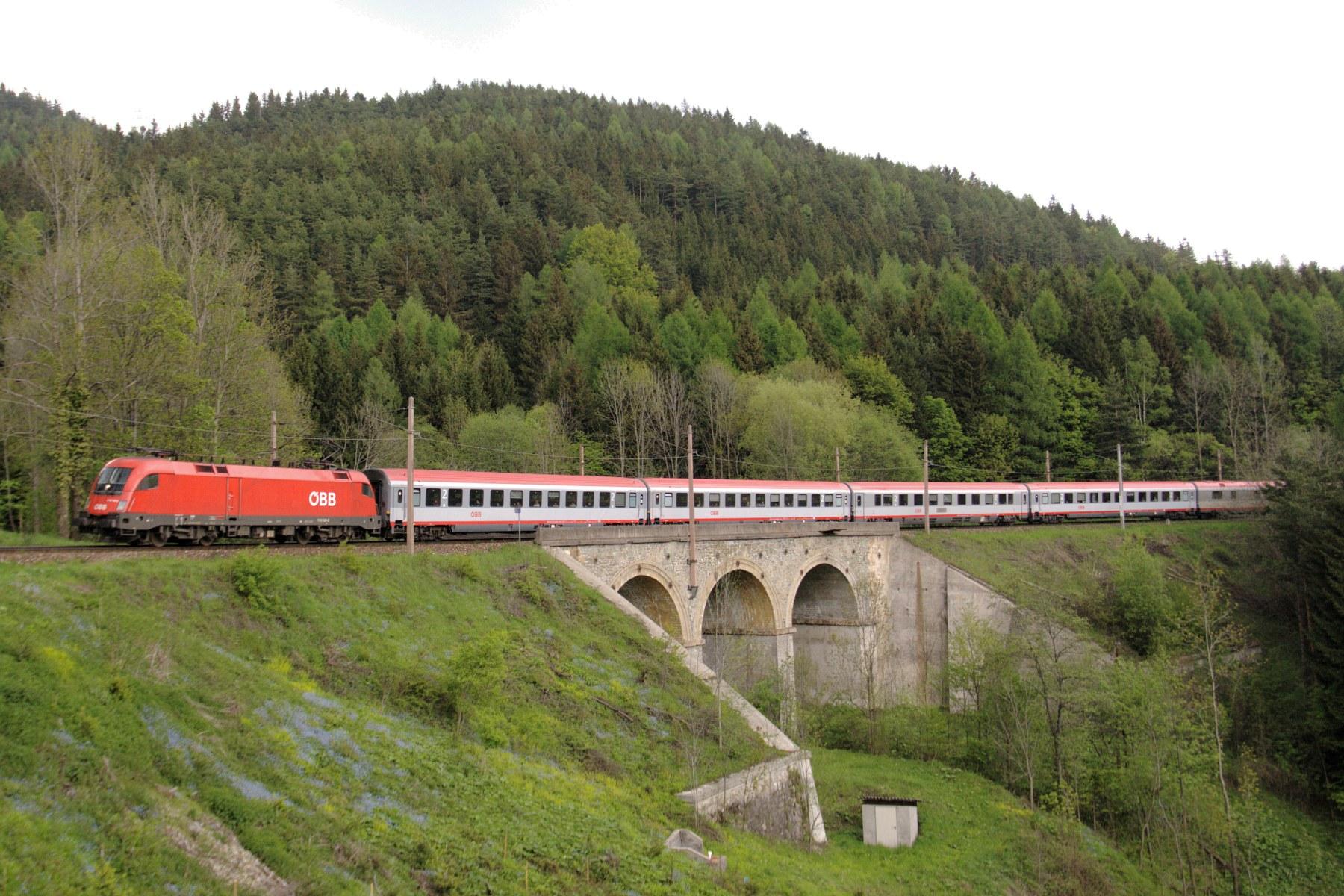
InterCity en el viaducto de Rumplergraben.

Los argumentos que sustentan la construcción del túnel son:
- La transferencia de transporte hacia el ferrocarril por el aumento en la capacidad concurrente y reducción en el tiempo de transporte, con efectos positivos para las personas, el ambiente y el comercio.

- Mejor accesibilidad entre Graz y Viena.

- Operación más eficiente y aumento en la capacidad por la ausencia de curvas de radio corto e inclinaciones.

- Reducción del ruido a lo largo del trayecto.

- Menor consumo de energía. Un tren de 500 toneladas necesita la misma cantidad de electricidad para circular Semmeringbahn, que lo que necesita una familia de 4 personas en 10 años.

- Reducción en el costo de mantenimiento.

### Argumentos en contra de la construcción del túnel
En contra de la construcción del túnel existe oposición ecológica por parte del estado de Baja Austria (apoyada por el Dr. Erwin Pröll), organizaciones de protección como "Alliance For Nature" y otras iniciativas ciudadanas. Los argumentos en contra se pueden resumir en lo siguiente:
- Inseguridad sobre las variaciones en el horizonte de agua.

- Escasa seguridad del túnel. El túnel se ha planeado como un solo tubo.

- Efecto negativo en el paisaje de la zona debido a las excavaciones del túnel.

- Dudas sobre la utilidad del proyecto y su impacto en el transporte.

- Posible suspensión del trayecto original histórico.

## Películas
- Eisenbahn-Romantik – Weltkulturerbe Semmeringbahn (Capítulo 348)
- Eisenbahn-Romantik – Dampfwolken über dem Semmering (Capítulo 509)